# Alexandr Něsmejanov
Alexandr Nikolajevič Něsmejanov (rusky Александр Николаевич Несмеянов; 28. srpnajul./ 9. září 1899greg. Moskva – 17. ledna 1980 Moskva) byl sovětský chemik.
Vystudoval moskevskou univerzitu, jeho učitelem byl Nikolaj Zelinskij. V roce 1934 zde získal profesuru a v letech 1947 až 1951 byl rektorem, během jeho funkčního období byla vybudována proslulá hlavní univerzitní budova na Vrabčích horách. Zaměřil se na organokovovou chemii, věnoval se výzkumu metalocenů a v roce 1929 popsal Něsmejanovovu reakci. V roce 1943 se stal řádným členem (akademikem) Akademie věd Sovětského svazu a v letech 1951 až 1961 byl jejím předsedou. Při akademii založil Ústav vědeckých informací a Ústav organoprvkových sloučenin, který vedl 26 let a nese jeho jméno. Byl přijat do Leopoldiny, londýnské Královské společnosti a v listopadu 1957 se stal zahraničním členem Československé akademie věd. Byl od dětství vegetariánem a pokoušel se o výrobu umělé stravy; od padesátých let často hostil návštěvníky svého pracoviště umělým kaviárem.
Od roku 1944 byl členem komunistické strany a v letech 1950 až 1962 poslancem nejvyššího sovětu. Byl aktivní ve Světové radě míru a v roce 1973 podepsal dopis sovětských vědců odsuzující Andreje Sacharova. Byl mu udělen Řád Říjnové revoluce, Řád rudého praporu práce, Zlatá Lomonosovova medaile a sedmkrát Leninův řád.
Jeho mladší bratr Andrej Něsmejanov byl odborníkem na radiochemii.